# Carl Wilhelm Leijonstedt
Carl Wilhelm Leijonstedt, född 3 november 1725, död 5 november 1782 i Umeå, var en svensk greve och ämbetsman. Han var sonson till Anders Leijonstedt, i första äktenskapet måg till Anders Johan Nordenskiöld och far till Carl Johan Leijonstedt.
Leijonstedt blev volontär vid livgardet 1741, och jaktpage 1747. 1747 utnämndes han till löjtnant vid Nylands dragonregemente, och befordrades till regementskvartersmästare 1752 och blev senare samma år befordrad till stabskapten. 1757 blev han överadjutant hos generallöjtnant Lars Åkerhielm. År 1761 tog han avsked från det militära och sökte sig istället över till ämbetsmannabanan och blev kammarherre samma år. År 1766 fick han hovmarskalks namn. Leijonstedt utnämndes 1779 till vice landshövding i Västerbottens län och blev 1781 ordinarie landshövding där.